# Jochem Küppers
Jochem Küppers (auch Jochen Küppers, * 31. Dezember 1946 in Haltern; † 1. August 2021 in Jüchen) war ein deutscher Altphilologe.

## Leben
Jochem Küppers studierte Klassische Philologie an der Universität Bonn, wo er 1975 mit der Dissertation Die Fabeln Avians: Studien zu Darstellung und Erzählweise spätantiker Fabeldichtung (Bonn 1977) promoviert wurde. Anschließend arbeitete er als Wissenschaftlicher Assistent an der Universität und änderte seinen Vornamen von Jochen zu Jochem. Seine Habilitation erreichte er 1984 mit der Schrift Tantarum causas irarum: Untersuchungen zur einleitenden Bücherdyade der Punica des Silius Italicus (Berlin/New York 1986). 1988 folgte er einem Ruf zum Professor auf Zeit an der RWTH Aachen. Zwei Jahre später folgte er einem Ruf auf den latinistischen Lehrstuhl der Justus-Liebig-Universität Gießen. 1997 wechselte er an die Heinrich-Heine-Universität Düsseldorf, wo er nach dem Sommersemester 2004 in den Ruhestand trat. Er setzte sich auch als Emeritus für die Vermittlung historischer Entwicklungen ein.